# Guizhou Daily
Guizhou Daily (en chino tradicional, 貴州日報; en chino simplificado, 贵州日报; pinyin, Guizhou Ribao) es el periódico más grande de la provincia por los lectores de la provincia meridional china de Guizhou.
Fundada después de la guerra civil china, tanto Guizhou Daily y el Daily Guiyang (贵阳日报, Guiyang Ribao) formada la base principal de la comunicación en toda la provincia. En los últimos años, la popularidad ha dado paso a sus filiales:
- Guizhou Business Daily (贵州商报, Guizhou Shangbao)
- Daily Metropolitana Guizhou (贵州都市报, Guizhou Dushi Bao)
- Informe sobre el Desarrollo de China occidental (西部开发报 Xibu Kaifa Bào)
- Económico Información Times(经济信息时报Jingji Xinxi Shibao)
- New Times (新报 Xin Bao)
- Tianxia Digesto (天下文摘 Tianxia Wénzhāi)
- Noticias ventana (新闻窗 Xinwen Chuang)

Sin embargo, el papel sigue siendo una fuente importante para la provincia Party asuntos. Recientemente completó un movimiento en su nuevo edificio horizonte.